# 1923 en bande dessinée
| Années de la bande dessinée : 1920 - 1921 - 1922 - 1923 - 1924 - 1925 - 1926    |
| Décennies de la bande dessinée : 1890 - 1900 - 1910 - 1920 - 1930 - 1940 - 1950 |

Cet article présente les faits marquants de l'année 1923 en bande dessinée.

## Évènements
- à compléter

## Nouveaux albums
Voir aussi : Albums de bande dessinée sortis en 1923
| Sortie | Titre       | Scénariste | Dessinateur | Coloriste | Éditeur |
| ------ | ----------- | ---------- | ----------- | --------- | ------- |
| ?      | à compléter |            |             |           |         |
| ?      | …           |            |             |           |         |

## Naissances
- 22 février : François Cavanna, écrivain, journaliste et dessinateur humoristique mort en 2014.
- 9 mars : Paul Fung, Jr., auteur de comics
- 19 mars : Benito Jacovitti, dessinateur italien (I tre P, Oreste il guastafeste Chicchiricchì, Giacinto corsaro dipinto, Jack Mandolino, La signora Carlomagno)
- 23 juillet : Pat Boyette, dessinateur de comics
- 29 août : Jean Ache, dessinateur (Arabelle la sirène, Pastec, Supershoot)
- 3 septembre : Mort Walker, auteur de comics américain (Beetle Bailey, Hi and Lois)
- 11 septembre : Alex Kotzky, dessinateur de comic strip
- 6 novembre : Janice Valleau, autrice de comics
- 19 novembre : Sol Brodsky, auteur de comics
- 19 novembre : Mike Sekowsky, dessinateur de comics
- 22 novembre : Paul Cuvelier, dessinateur et scénariste belge (Corentin, Line, Epoxy, Wapi, Flamme d'Argent), mort en 1978.
- 1er décembre : Morris, dessinateur et scénariste belge (Lucky Luke, Rantanplan), mort en 2001.
- 5 décembre : Pierre Forget
- 11 décembre : Morrie Turner, auteur de comics
- naissances de Les Barker, Bill Molno